# Fred Patrick
Fred Patrick (* 25. Juli 1965 in Paramaribo; † 7. Juni 1989 bei Zanderij) war ein niederländisch-surinamischer Fußballspieler, der in der Eredivisie für AZ’67 aus Alkmaar und PEC Zwolle spielte. Er starb bei einem Flugzeugabsturz in Suriname.
Patrick wuchs in Amsterdam auf, wo er beim Amateurclub Neerlandia spielte. Dort wurde er von AZ’67 entdeckt; gemeinsam mit Paul Nortan, Jerry de Jong und Sigi Lens bildete er im Alkmaarer Nachwuchs De Zwarte Brigade, die „schwarze Brigade“ von Spielern surinamischer Abstammung. Während de Jong 1984 zu Telstar wechselte, begann für die anderen drei die Profizeit bei AZ’67. Patrick gab sein Debüt in der Ehrendivision am 5. September 1984. Bei der 1:2-Heimniederlage gegen FC Twente wurde der Mittelfeldspieler in der 66. Spielminute für Peter Arntz eingewechselt. Bei AZ kam er in den nächsten drei Spielzeiten 61-mal zum Einsatz. Sein einziges Tor für die Alkmaarer erzielte er am 9. Mai 1987 bei einem Auswärtsspiel in Venlo zur 1:0-Führung bei einem 2:2-Remis. Zur Saison 1988/89 wechselte er zu PEC Zwolle, wo er in seiner ersten Saison in 19 Spielen zwei Treffer erzielte. In der Spielzeit 1988/89 kam er auf 20 Einsätze. Sein einziges Saisontor erzielte er am letzten Spieltag, dem 21. Mai 1989, zur 1:0-Führung gegen BVV Den Bosch. PEC verlor dennoch mit 2:3 und stieg in die Eerste Divisie ab.
Nach Saisonschluss reiste Patrick zur Kleurrijk Elftal, einer Mannschaft von Spielern surinamischer Abstammung, die zu einem Freundschaftsturnier in Paramaribo reisen sollte. Der Besuch der niederländischen Profispieler sollte die Förderung des Fußballs in den ehemals zu den Niederlanden gehörenden Republik unterstützen. In der Nacht zum 7. Juni 1989 ging der Flug von Amsterdam nach Suriname. Im Landeanflug stürzte die Maschine zwei Kilometer vor der Landebahn des Johan Adolf Pengel International Airports ab. Fred Patrick und 14 weitere Mitglieder der Mannschaft waren unter den 176 Todesopfern.
Zu Ehren des ehemaligen Spielers wurde im neuen FC Zwolle Stadion die Osttribüne nach Fred Patrick benannt.